# Echinochloa esculenta
Echinochloa esculenta, o mill japonès, és una espècie de planta cultivada del gènere Echinochloa. Es cultiva a petita escala al Japó, Xina, i Corea, tant com a aliment humà com per a farratge. Es cultiva en zones on la terra no és l'adequada, o el clima massa fresc per cultivar arròs. Tanmateix l'aparició de varietats d'arròs que poden suportar un cert grau de fred ha portat a un gran declivi en el conreu d'aquest mill japonès en favor de l'arròs. Els primers registres de la domesticació del mill japonès són de 2000 aC en el període Jomon del Japó.
Es creu que el seu ancestre és Echinochloa crus-galli.